# Andrija Pavlović
Andrija Pavlović (Aндрија Павловић; født 16. november 1993) er en serbisk fodboldspiller, der spiller for FK Partizan. Han har tidligere spillet for de danske superligaklubber F.C. København og Brøndby IF. 

## Karriere

### Rad
Pavlović er født i Beograd, og begyndte at spille i klubben Policajac. Senere skiftede han til FK Rad, hvor han blev trænet af Marko Nikolić. Han debuterede i sæsonen 2010-11 i den Serbiske SuperLiga. Senere blev han udlånt til FK Palić og FK BASK hvor han opnåede erfaring som seniorspiller, førend han blev optaget i førsteholdstruppen. Efter 10 år hos FK Rad skiftede han i vinterpausen i 13-14 sæsonen til Čukarički.

### Čukarički
Pavlović kom til Čukarički i begyndelsen af 2014. Efter en knæoperation, og efterfølgende genoptræning opnåede Pavlović fire kampe i 2013-14 sæsonen. I 14-15 sæsonen spillede han 21 ligakampe og fire pokalkampe. Efter Nikola Stojiljković forlod klubben, blev Pavlović førstevalg som angriber i 2015-16 sæsonen, og fik en ny kontrakt til udløb i sommeren 2019. Pavlović blev nomineret til månedens spiller, da han i april 2016 scorede 10 mål i fem kampe.

### F.C. København
Den 9. juni 2016 skrev Pavlović en femårig kontrakt med F.C. København. Pavlović indtrådte i FCK's startopstilling fra begyndelsen, og fik sin debut for holdet i åbningskampen mod Lyngby BK den 16. juli 2016. Pavolić spillede som fast mand i FCK's angreb i efteråret 2016 og bidrog bl.a. med en scoring i kvalifikationskampen til Champions League 2016-17 mod Apoel FC.
På trods af megen spilletid i efteråret 2016 fik Pavlović dog ikke omsat de mange minutter på banen til mål, en tendens der fortsatte i foråret 2017, hvor han dog scorede hattrick på 13 minutter i en kamp mod Lyngby BK. Han blev med FCK dansk mester og pokalvinder i 2016-17.
I 2017-18 sæsonen leverede Pavlovic et nyt hattrick, denne gang mod MŠK Žilina kvalifikationskampen til Champions League, men i forårssæsonen fik Pavlovic begrænset spilletid og kom bagerst i angrebshierakiet, og i april 2018 blev han solgt til Rapid Wien.
Pavlovic opnåede i alt 83 kampe i alle turneringer for FCK, hvori han scorede 22 mål.

## Landsholdskarriere
I 2013 blev Pavlović udtaget til det serbiske U/21 landshold for at spille nogle venskabskampe. Han havde forinden spillet for U/20 landsholdet. I 2015 udtog træneren Milan Rastavac ham til U/23-holdet til en venskabskamp mod Qatar. Efter sin succes i sæsonen 2015–16 i den serbiske superliga med FK Čukarički blev han udtaget til venskabskampe for A-landsholdet i 2016. Han debuterede for A-landsholdet i maj 2016 i en sejr over Cypern.

## Titler
Čukarički
- Serbiske pokalturnering: 2014–15
- FC. KØBENHAVN

- Superligaen: 2016-17
- DBU Pokalen: 2017-17
- Superligaen 2020-21 med Brøndby IF.